# Від пацанки до панянки
«Від пацанки до панянки» — українське реаліті-шоу, створене за зразком британського шоу «From Ladette to Lady». Демонструвалося з 2010 року на каналі «1+1», а з 2016 року на «Новому каналі».
Учасниці шоу — це десятеро «пацанок», дівчат, які бажають стати «леді», для чого проходять спеціальне навчання.

## Про проєкт
Ідея шоу запозичена з «From Ladette to Lady» (Від ладет до леді), що показувалося на британському телеканалі ITV. «From Ladette to Lady» було натхненне п'єсою Бернарда Шоу «Пігмаліон». Шоу тривало з 1993 по 2010 рік. Ліцензію на його виробництво в себе отримали телевізійники Польщі, Нідерландів і Австралії. Український канал «1+1»  розпочав кастинги на проєкт за форматом «From Ladette to Lady» в 2010 році. Воно демонструвалося щосереди. В лютому 2011 року розпочався кастинг на другий сезон.
З 2016 року шоу виходить на «Новому каналі». Аналогічне шоу показувалося в Росії під назвою «Пацанки» та частково знімалося в Україні.

## Правила
Учасницями можуть стати 10 неодружених дівчат чи жінок від 18 до 30 років, «які хочуть перевиховатися, але не знають як». Дев'ять тижнів вони проводять у «школі вишуканих манер», де відвідують уроки з етикету, мистецтва, кулінарії, флористики. Вони також вчать, як правильно одягатись та доглядати за собою, підтримувати світську розмову та гідно триматись за будь-яких обставин. Щотижня одна з учениць, яка, на думку викладачів «школи вишуканих манер», не має бажання перетворюватись на леді, вибуває із шоу. Переможниця отримує можливість продовжити навчання в одній із європейських шкіл або отримати грошову винагороду.

## Керівництво Школи (1+1)
| Керівництво Школи        | Сезон                                                | Сезон                                                |
| Керівництво Школи        | 1 (2010)                                             | 2 (2011)                                             |
| ------------------------ | ---------------------------------------------------- | ---------------------------------------------------- |
| Наталія Адаменко         | Директорка Школи                                     | Директорка Школи                                     |
| Тетяна Денченко          | Заступник директора зі стилю та зовнішнього вигляду. | Заступник директора зі стилю та зовнішнього вигляду. |
| Оксана Коваль-Костинська | Завуч з виховної роботи                              | Завуч з виховної роботи                              |
| Тетяна Ковтун            | Викладач української мови та риторики                | Викладач української мови та риторики                |
| Ольга Дудчак             | Викладач кулінарії "Le Cordon Bleu"                  | Викладач кулінарії "Le Cordon Bleu"                  |
| Ольга Семьошкіна         | Викладач танців, пластики і грації                   | Викладач танців, пластики і грації                   |
| Олександр Бережний       | Викладач французської мови                           | Викладач французської мови                           |
| Інна Петренко            | Викладач флористики та квіткового дизайну            | Викладач флористики та квіткового дизайну            |

## Сезони (1+1)
| Сезон | Період трансляції                      | Переможниця   | Фіналістки                              | Вибули | Кількість учасниць | Директор Школи   | Заступники директора                      | Зйомки  |
| ----- | -------------------------------------- | ------------- | --------------------------------------- | --- | ------------------ | ---------------- | ----------------------------------------- | ------- |
| 1     | З 13 жовтня по 15 грудня 2010 року     | Юлія Балаєва  | Ксенія Вересковська, Вікторія Зубрейчук | Маріанна Коробань, Альона Раїлко, Олена Семенко, Вікторія Козій, Альона Гончар, Анастасія Кононенко, Ольга Богуш, Ганна Косенко      | 11                 | Наталія Адаменко | Тетяна Денченко, Оксана Коваль-Костинська | Україна |
| 2     | З 16 вересня по 18 листопада 2011 року | Лідія Юношева | Алла Луценко                            | Людмила Дроботенко, Оксана Назарчук, Наталя Комарова, Олена Юрчук, Вікторія Духлій, Ольга Хуріна, Таісія Тарасюк, Наталя Суховерхова | 10                 | Наталія Адаменко | Тетяна Денченко, Оксана Коваль-Костинська | Україна |

### 1 сезон
| Учасниця            | Рідне місто | Вік |
| ------------------- | ----------- | --- |
| Юлія Балаєва        | Київ        | 27  |
| Ксенія Вересковська | Одеса       | 22  |
| Вікторія Зубрейчук  | Вишневе     | 30  |
| Маріанна Коробань   | Васильків   | 29  |
| Альона Раїлко       | Ірпінь      | 24  |
| Олена Семенко       | Кривий Ріг  | 28  |
| Вікторія Козій      | Алчевськ    | 18  |
| Альона Гончар       | Ірпінь      | 23  |
| Анастасія Кононенко | Київ        | 22  |
| Ольга Богуш         | Запоріжжя   | 17  |
| Ганна Косенко       | Вишневе     | 17  |

### 2 сезон
| Учасниця           | Рідне місто | Вік |
| ------------------ | ----------- | --- |
| Лідія Юношева      | Алчевськ    | 29  |
| Алла Луценко       | Одеса       | 22  |
| Людмила Дроботенко | Артемівськ  | 25  |
| Оксана Назарчук    | Прилуцьке   | 20  |
| Наталя Комарова    | Маріуполь   | 22  |
| Олена Юрчук        | Біла Церква | 24  |
| Вікторія Духлій    | Київ        | 27  |
| Ольга Хуріна       | Львів       | 27  |
| Таісія Тарасюк     | Вінниця     | 20  |
| Наталя Суховерхова | Луганськ    | 22  |

## Керівництво Школи (Новий канал)
| Керівництво Школи            | Сезон                 | Сезон                 | Сезон                 | Сезон                 | Сезон                 |
| Керівництво Школи            | 1 (2016)              | 2 (2017)              | 3 (2018)              | 4 (2020)              | 5 (2021)              |
| ---------------------------- | --------------------- | --------------------- | --------------------- | --------------------- | --------------------- |
| Тетяна Терсенова-Заводовська | Директорка Школи      | Директорка Школи      |                       |                       |                       |
| Марина Кінах                 | Заступниця директорки | Заступниця директорки |                       |                       |                       |
| Ірина Зільберман             | Заступниця директорки | Заступниця директорки |                       |                       |                       |
| Ольга Фреймут                |                       |                       | Директорка Школи      |                       |                       |
| Андрій Бурлуцький            |                       |                       | Заступник директорки  |                       |                       |
| Ірина Дюденко                |                       |                       | Заступниця директорки |                       |                       |
| Тетяна Мокріді               |                       |                       |                       | Директорка Школи      | Директорка Школи      |
| Ірина Зайцева                |                       |                       |                       | Заступниця директорки | Заступниця директорки |
| Катерина Виноградова         |                       |                       |                       | Заступниця директорки | Заступниця директорки |

## Сезони (Новий канал)
| Сезон | Період трансляції                  | Переможниця       | Фіналістки                                            | Вибули | Кількість учасниць | Директор Школи               | Заступники директора                | Зйомки          |
| ----- | ---------------------------------- | ----------------- | ----------------------------------------------------- | --- | ------------------ | ---------------------------- | ----------------------------------- | --------------- |
| 1     | З 5 квітня по 21 червня 2016 року  | Галина Полудневич | Анастасія Федорова, Юлія Чайка                        | Людмила Понзель, Тетяна Комарова, Аліна Лущик, Анастасія Іваненко, Юлія Кутузова, Катерина Литвинова | 9                  | Тетяна Терсенова-Заводовська | Марина Кінах, Ірина Зільберман      | Україна Дубай   |
| 2     | З 22 лютого по 7 червня 2017 року  | Анна Савинець     | Ірина Слюнько, Тетяна Коцюба                          | Олександра Гойнік, Марина Шер-Камілова, Олена Надільняк, Марія Мурашко, Віолетта Шін, Ася Єлізарова, Раміна Кожевникова, Алла Тищенко, Марія Гончаренко, Інна Шацька, Вікторія Ковтун                                                                      | 14                 | Тетяна Терсенова-Заводовська | Марина Кінах, Ірина Зільберман      | Україна Валетта |
| 3     | З 21 лютого по 6 червня 2018 року  | Яна Ковальська    | Діна Абу Зейтер, Дар'я Куровська                      | Марія Козел, Марина Бибка, Оксана Гайнулліна, Оксана Абрамова, Юлія Поляніна, Каріна Кравченко, Вероніка Жураковська, Даріана Семідоцька, Валерія Мельник, Катерина Дремова, Ганна Семидьянова                                                             | 14                 | Ольга Фреймут                | Андрій Бурлуцький, Ірина Дюденко    | Україна Джайпур |
| 4     | З 17 лютого по 25 травня 2020 року | Євгенія Мазур     | Юлія Чигринець, Анастасія Іваненко, Вікторія Альохіна | Катерина Большакова, Владислава Роговенко, Вікторія Кошутіна, Катерина Устинова, Марія Пересьолкіна, Аліна Шевченко, Сабіна Шейко, Анастасія Філіпська, Наталья Гриб, Анастасія Покрищук, Анастасія Яресько, Карина Завіша, Юстина Горбуляк, Юлія Яворська | 18                 | Тетяна Мокріді               | Ірина Зайцева, Катерина Виноградова | Україна Коломбо |
| 5     | З 1 березня по 3 травня 2021 року  | Валерiя Ткаченко  | Юлія Кудилінська, Олена Пітин, Анастасія Саміло       | Вікторія Топчай, Валерія Паригіна, Вікторія Панова, Олександра Панова, Аліна Летко, Наталья Жданова, Вікторія Лук'янчук, Ганна Савенкова, Наталя Гаврик, Георгіна Данканич, Ірина Бакуліна                                                                 | 15                 | Тетяна Мокріді               | Ірина Зайцева, Катерина Виноградова | Україна         |
|       |                                    |                   |                                                       | |                    |                              |                                     |                 |

### 1 сезон
| Учасниця           | Рідне місто  | Вік | Сімейний стан               |
| ------------------ | ------------ | --- | --------------------------- |
| Галина Полудневич  | Київ         | 21  | У стосунках                 |
| Анастасія Федорова | Чернівці     | 26  | У стосунках, дітей не має   |
| Юлія Чайка         | Нова Каховка | 21  | Одружена, виховує доньку    |
| Людмила Понзель    | Львів        | 20  | Одружена, виховує доньку    |
| Тетяна Комарова    | Харків       | 28  | Зараз у стосунках, має сина |
| Аліна Лущик        | Суми         | 21  | Одружена, виховує сина      |
| Анастасія Іваненко | Кривий Ріг   | 20  | Неодружена                  |
| Юлія Кутузова      | Київ         | 26  | Розлучена, виховує доньку   |
| Катерина Литвинова | Вінниця      | 20  | Розлучена, дітей не має     |

#### Випуски
|  | Пацанка перемогла                                           |
|  | Пацанки стала фіналісткою                                   |
|  | Пацанка вибула в півфіналі                                  |
|  | Пацанка отримала другий шанс                                |
|  | Пацанка потрапила в номінацію на відрахування зі Школи Леді |
|  | Пацанка продовжила навчання в Школі Леді                    |
|  | Пацанка покинула Школу Леді                                 |

| Учасниці                      | Випуски          | Випуски          | Випуски          | Випуски            | Випуски          | Випуски          | Випуски          | Випуски            | Випуски          | Випуски           | Випуски               | Випуски           |
| Учасниці                      | 1-й вип. (05.04) | 2-й вип. (12.04) | 3-й вип. (19.04) | 4-й вип. (26.04)   | 5-й вип. (03.05) | 6-й вип. (10.05) | 7-й вип. (17.05) | 8-й вип. (24.05)   | 9-й вип. (31.05) | 10-й вип. (07.06) | 11-й вип. (14.06)     | 12-й вип. (21.06) |
| ----------------------------- | ---------------- | ---------------- | ---------------- | ------------------ | ---------------- | ---------------- | ---------------- | ------------------ | ---------------- | ----------------- | --------------------- | ----------------- |
| Галина Полудневич «Клеопатра» | Пройшла          | Пройшла          | Пройшла          | Спеціальний випуск | Пройшла          | Пройшла          | Пройшла          | Спеціальний випуск | Пройшла          | Пройшла           | Фінальні випробування | Перемогла         |
| Анастасія Федорова «Борцуха»  | Пройшла          | Пройшла          | Пройшла          | Спеціальний випуск | Пройшла          | Пройшла          | Номінація        | Спеціальний випуск | Номінація        | Пройшла           | Фінальні випробування | Фіналістка        |
| Юлія Чайка                    | Пройшла          | Пройшла          | Пройшла          | Спеціальний випуск | Номінація        | Пройшла          | Пройшла          | Спеціальний випуск | Другий шанс      | Пройшла           | Фінальні випробування | Фіналістка        |
| Людмила Понзель «БДСМ»        | Номінація        | Пройшла          | Пройшла          | Спеціальний випуск | Пройшла          | Пройшла          | Пройшла          | Спеціальний випуск | Пройшла          | Вибула            | Вибула                | Вибула            |
| Тетяна Комарова «Гантеля»     | Пройшла          | Пройшла          | Пройшла          | Спеціальний випуск | Номінація        | Номінація        | Вибула           | Вибула             | Вибула           | Вибула            | Вибула                | Вибула            |
| Аліна Лущик «Рапунцель»       | Пройшла          | Пройшла          | Пройшла          | Спеціальний випуск | Пройшла          | Вибула           | Вибула           | Вибула             | Вибула           | Вибула            | Вибула                | Вибула            |
| Анастасія Іваненко «Мівіна»   | Номінація        | Номінація        | Номінація        | Спеціальний випуск | Вибула           | Вибула           | Вибула           | Вибула             | Вибула           | Вибула            | Вибула                | Вибула            |
| Юлія Кутузова «Мамка»         | Пройшла          | Пройшла          | Вибула           | Вибула             | Вибула           | Вибула           | Вибула           | Вибула             | Вибула           | Вибула            | Вибула                | Вибула            |
| Катерина Литвинова «Катерок»  | Пройшла          | Вибула           | Вибула           | Вибула             | Вибула           | Вибула           | Вибула           | Вибула             | Вибула           | Вибула            | Вибула                | Вибула            |

### 2 сезон
| Учасниця            | Рідне місто   | Вік | Сімейний стан              |
| ------------------- | ------------- | --- | -------------------------- |
| Ганна Савинець      | Житомир       | 19  | Неодружена, виховує сина   |
| Ірина Слюнько       | Херсон        | 29  | Неодружена, виховує сина   |
| Тетяна Коцюба       | Суми          | 25  | Неодружена                 |
| Олександра Гойнік   | Баришівка     | 19  | Неодружена                 |
| Шер-Марина Камілова | Київ          | 27  | Неодружена                 |
| Олена Надільняк     | Кривий Ріг    | 20  | Неодружена, виховує доньку |
| Марія Мурашко       | Чернігів      | 24  | Має хлопця                 |
| Віолетта Шін        | Михайлівка    | 21  | Неодружена                 |
| Ася Єлізарова       | Львів         | 22  | Неодружена, має двох дітей |
| Раміна Кожевникова  | Дніпро/Львів  | 22  | Має хлопця                 |
| Алла Тищенко        | Одеса         | 19  | Неодружена                 |
| Марія Гончаренко    | Новояворівськ | 19  | Неодружена                 |
| Інна Шацька         | Луганськ      | 25  | Неодружена                 |
| Вікторія Ковтун     | Луцьк         | 19  | Неодружена                 |

#### Випуски
|  | Пацанка перемогла                                           |
|  | Пацанка стала фіналісткою                                   |
|  | Пацанка вибула в півфіналі                                  |
|  | Пацанка продовжила навчання в Школі Леді                    |
|  | Пацанка стала найкращою ученицею тижня                      |
|  | Пацанка отримала імунітет від Іраклі Макацарія              |
|  | Пацанка потрапила в номінацію на відрахування зі Школи Леді |
|  | Пацанка повернулась в Школу Леді за рішенням викладачів     |
|  | Пацанка отримала другий шанс                                |
|  | Пацанка покинула Школу Леді за власним бажанням             |
|  | Пацанка покинула Школу Леді                                 |
|  | Пацанка не була в Школі Леді                                |

| Учасниці                     | Випуски          | Випуски          | Випуски          | Випуски          | Випуски          | Випуски          | Випуски          | Випуски          | Випуски          | Випуски           | Випуски           | Випуски           | Випуски           | Випуски           | Випуски               | Випуски           |
| Учасниці                     | 1-й вип. (22.02) | 2-й вип. (01.03) | 3-й вип. (08.03) | 4-й вип. (15.03) | 5-й вип. (22.03) | 6-й вип. (29.03) | 7-й вип. (05.04) | 8-й вип. (12.04) | 9-й вип. (19.04) | 10-й вип. (26.04) | 11-й вип. (03.05) | 12-й вип. (10.05) | 13-й вип. (17.05) | 14-й вип. (24.05) | 15-й вип. (31.05)     | 16-й вип. (07.06) |
| ---------------------------- | ---------------- | ---------------- | ---------------- | ---------------- | ---------------- | ---------------- | ---------------- | ---------------- | ---------------- | ----------------- | ----------------- | ----------------- | ----------------- | ----------------- | --------------------- | ----------------- |
| Ганна Савинець «Хом'як»      | Пройшла          | Найкраща         | Пройшла          | Номінація        | Номінація        | Номінація        | Пройшла          | Пройшла          | Найкраща         | Пройшла           | Пройшла           | Пройшла           | Пройшла           | Пройшла           | Фінальні випробування | Перемогла         |
| Ірина Слюнько «Синька»       |                  |                  |                  |                  |                  |                  |                  | Номінація        | Пройшла          | Пройшла           | Найкраща          | Пройшла           | Пройшла           | Пройшла           | Фінальні випробування | Фіналістка        |
| Тетяна Коцюба «Халк»         | Пройшла          | Пройшла          | Пройшла          | Номінація        | Пройшла          | Найкраща         | Пройшла          | Пройшла          | Пройшла          | Номінація         | Пройшла           | Пройшла           | Пройшла           | Номінація         | Фінальні випробування | Фіналістка        |
| Олександра Гойник «Чубрик»   | Пройшла          | Пройшла          | Пройшла          | Номінація        | Найкраща         | Пройшла          | Пройшла          | Пройшла          | Пройшла          | Пройшла           | Номінація         | Пройшла           | Пройшла           | Вибула            | Вибула                | Вибула            |
| Шер-Марина Камілова          | Пройшла          | Номінація        | Пройшла          | Пройшла          | Вибула           |                  |                  |                  |                  | Повернена         | Найкраща          | Вибула            | Вибула            | Вибула            | Вибула                | Вибула            |
| Олена Надольняк «Йожик»      | Пройшла          | Пройшла          | Номінація        | Найкраща         | Пройшла          | Пройшла          | Номінація        | Пройшла          | Пройшла          | Найкраща          | Вибула            | Вибула            | Вибула            | Вибула            | Вибула                | Вибула            |
| Марія Мурашко «Мураха»       |                  |                  |                  |                  |                  |                  |                  | Пройшла          | Номінація        | Вибула            | Вибула            | Вибула            | Вибула            | Вибула            | Вибула                | Вибула            |
| Віолета Шін «Покахонтас»     | Пройшла          | Пройшла          | Імунітет         | Пройшла          | Пройшла          | Пройшла          | Найкраща         | Номінація        | Вибула           | Вибула            | Вибула            | Вибула            | Вибула            | Вибула            | Вибула                | Вибула            |
| Ася Єлізарова «Цаца»         | Пройшла          | Пройшла          | Пройшла          | Пройшла          | Пройшла          | Пройшла          | Вибула           | Вибула           | Вибула           | Вибула            | Вибула            | Вибула            | Вибула            | Вибула            | Вибула                | Вибула            |
| Раміна Кожевнікова "Рама"    | Номінація        | Пройшла          | Найкраща         | Номінація        | Пройшла          | Вибула           | Вибула           | Вибула           | Вибула           | Вибула            | Вибула            | Вибула            | Вибула            | Вибула            | Вибула                | Вибула            |
| Алла Тищенко «Барига»        | Пройшла          | Пройшла          | Пройшла          | Вибула           | Вибула           | Вибула           | Вибула           | Вибула           | Вибула           | Вибула            | Вибула            | Вибула            | Вибула            | Вибула            | Вибула                | Вибула            |
| Марія Гончаренко «Сосиска»   | Пройшла          | Пройшла          | Пройшла          | Вибула           | Вибула           | Вибула           | Вибула           | Вибула           | Вибула           | Вибула            | Вибула            | Вибула            | Вибула            | Вибула            | Вибула                | Вибула            |
| Інна Шацька «Ментовка»       | Номінація        | Пройшла          | Вибула           | Вибула           | Вибула           | Вибула           | Вибула           | Вибула           | Вибула           | Вибула            | Вибула            | Вибула            | Вибула            | Вибула            | Вибула                | Вибула            |
| Вікторія Ковтун «Синьогубка» | Найкраща         | Вибула           | Вибула           | Вибула           | Вибула           | Вибула           | Вибула           | Вибула           | Вибула           | Вибула            | Вибула            | Вибула            | Вибула            | Вибула            | Вибула                | Вибула            |

### 3 сезон
| Учасниця             | Рідне місто | Вік | Сімейний стан            |
| -------------------- | ----------- | --- | ------------------------ |
| Яна Ковальська       | Запоріжжя   | 25  | Одружена, має доньку     |
| Діна Абу Зейтер      | Одеса       | 19  | Неодружена               |
| Дар'я Куровська      | Житомир     | 24  | Неодружена               |
| Марія Козел          | Запоріжжя   | 24  | Одружена, виховує сина   |
| Марина Бибка         | Черкаси     | 19  | Неодружена               |
| Оксана Гайнулліна    | Одеса       | 24  | Неодружена               |
| Оксана Абрамова      | Бахмут      | 29  | Одружена, має сина       |
| Юлія Поляніна        | Мелітополь  | 24  | Живе з хлопцем           |
| Каріна Кравченко     | Суми        | 21  | Одружена, виховує сина   |
| Вероніка Жураковська | Хуст        | 19  | Неодружена               |
| Даріана Семідоцька   | Запоріжжя   | 21  | Одружена, виховує доньку |
| Валерія Мельник      | Херсон      | 18  | Неодружена               |
| Катерина Дремова     | Харків      | 21  | Неодружена               |
| Ганна Семидьянова    | Запоріжжя   | 21  | Має хлопця               |

#### Випуски
|  | Пацанка перемогла                                           |
|  | Пацанка стала фіналісткою                                   |
|  | Пацанка вибула в півфіналі                                  |
|  | Пацанка продовжила навчання в Школі Леді                    |
|  | Пацанка стала найкращою ученицею тижня                      |
|  | Пацанка стала найгіршою ученицею тижня                      |
|  | Пацанка отримала імунітет                                   |
|  | Пацанка потрапила в номінацію на відрахування зі Школи Леді |
|  | Пацанка повернулась в Школу Леді за рішенням викладачів     |
|  | Пацанка отримала другий шанс                                |
|  | Пацанка покинула Школу Леді за власним бажанням             |
|  | Пацанка покинула Школу Леді                                 |
|  | Пацанка не була в Школі Леді                                |

| Яна Ковальська                | Пройшла   | Пройшла   | Пройшла   | Пройшла   | Пройшла   | Пройшла   | Пройшла   | Пройшла | Пройшла   | Пройшла   | Пройшла  | Номінація | Номінація | Пройшла   | Перемогла  | Спеціальний випуск |        |        |
| Діна Абу Зейтер «НЛО»         | Номінація | Пройшла   | Пройшла   | Пройшла   | Номінація | Пройшла   | Пройшла   | Пройшла | Пройшла   | Пройшла   | Пройшла  | Пройшла   | Пройшла   | Пройшла   | Фіналістка | Спеціальний випуск |        |        |
| Дар'я Куровська «Модель»      | Пройшла   | Номінація | Пройшла   | Пройшла   | Номінація | Номінація | Пройшла   | Пройшла | Пройшла   | Номінація | Пройшла  | Вибула    |           | Номінація | Фіналістка | Спеціальний випуск |        |        |
| Марія Козел                   | Пройшла   | Номінація | Пройшла   | Пройшла   | Імунітет  | Пройшла   | Номінація | Пройшла | Номінація | Пройшла   | Імунітет | Пройшла   | Пройшла   | Вибула    | Вибула     | Вибула             |        |        |
| Марина Бибка «Адвокат»        | Пройшла   | Пройшла   | Пройшла   | Пройшла   | Пройшла   | Пройшла   | Пройшла   | Пройшла | Номінація | Пройшла   | Пройшла  | Номінація | Вибула    | Вибула    | Вибула     | Вибула             | Вибула | Вибула |
| Оксана Гайнулліна «Мяу»       | Пройшла   | Пройшла   | Пройшла   | Пройшла   | Номінація | Номінація | Пройшла   | Пройшла | Номінація | Пройшла   | Вибула   | Вибула    | Вибула    | Вибула    | Вибула     | Вибула             | Вибула | Вибула |
| Оксана Абрамова               |           |           |           |           | Пройшла   | Пройшла   | Пройшла   | Пройшла | Пройшла   | Вибула    | Вибула   | Вибула    | Вибула    | Вибула    | Вибула     | Вибула             | Вибула | Вибула |
| Юлія Поляніна «Поляшка»       | Пройшла   | Пройшла   | Пройшла   | Номінація | Номінація | Пройшла   | Пройшла   | Пройшла | Вибула    | Вибула    | Вибула   | Вибула    | Вибула    | Вибула    | Вибула     | Вибула             | Вибула | Вибула |
| Каріна Кравченко              | Пройшла   | Пройшла   | Пройшла   | Пройшла   | Номінація | Пройшла   | Пройшла   | Вибула  | Вибула    | Вибула    | Вибула   | Вибула    | Вибула    | Вибула    | Вибула     | Вибула             | Вибула | Вибула |
| Вероніка Жураковська «Рожева» | Вибула    |           |           |           |           |           | Вибула    | Вибула  | Вибула    | Вибула    | Вибула   | Вибула    | Вибула    | Вибула    | Вибула     | Вибула             | Вибула | Вибула |
| Даріана Семідоцька            | Пройшла   | Пройшла   | Номінація | Пройшла   | Пройшла   | Вибула    | Вибула    | Вибула  | Вибула    | Вибула    | Вибула   | Вибула    | Вибула    | Вибула    | Вибула     | Вибула             | Вибула | Вибула |
| Валерія Мельник               | Пройшла   | Пройшла   | Пройшла   | Пройшла   | Вибула    | Вибула    | Вибула    | Вибула  | Вибула    | Вибула    | Вибула   | Вибула    | Вибула    | Вибула    | Вибула     | Вибула             | Вибула | Вибула |
| Катерина Дремова «Ботан»      | Пройшла   | Пройшла   | Пройшла   | Вибула    | Вибула    | Вибула    | Вибула    | Вибула  | Вибула    | Вибула    | Вибула   | Вибула    | Вибула    | Вибула    | Вибула     | Вибула             | Вибула |        |
| Ганна Семидьянова «Репер»     | Пройшла   | Пройшла   | Вибула    | Вибула    | Вибула    | Вибула    | Вибула    | Вибула  | Вибула    | Вибула    | Вибула   | Вибула    | Вибула    | Вибула    | Вибула     | Вибула             |        |        |

### 4 сезон
Прем'єра сезону відбулася 17 лютого 2020 року.
| Учасниця             | Рідне місто | Вік |
| -------------------- | ----------- | --- |
| Євгенія Мазур        | Вінниця     | 20  |
| Юлія Чигринець       | Полтава     | 20  |
| Анастасія Іваненко   | Київ        | 24  |
| Вікторія Альохіна    | Краматорськ | 18  |
| Катерина Большакова  | Миколаїв    | 22  |
| Владислава Роговенко | Дніпро      | 24  |
| Вікторія Кошутіна    | Одеса       | 20  |
| Катерина Устинова    | Київ        | 18  |
| Марія Пересьолкіна   | Львів       | 22  |
| Аліна Шевченко       | Вишгород    | 21  |
| Сабіна Шейко         | Лозова      | 20  |
| Анастасія Філіпська  | Харків      | 24  |
| Наталія Гриб         | Київ        | 26  |
| Анастасія Покрищук   | Київ        | 30  |
| Анастасія Яресько    | Київ        | 18  |
| Карина Завіша        | Дніпро      | 24  |
| Юстина Горбуляк      | Тернополь   | 20  |
| Юлія Яворська        | Миколаїв    | 20  |

#### Випуски
|  | Пацанка перемогла                                           |
|  | Пацанки стала фіналісткою                                   |
|  | Пацанка продовжила навчання в Школі Леді                    |
|  | Пацанка стала найкращою ученицею тижня                      |
|  | Пацанка стала найгіршою ученицею тижня                      |
|  | Пацанка отримала імунітет                                   |
|  | Пацанка потрапила в номінацію на відрахування зі Школи Леді |
|  | Пацанка стала Президентом Школи Леді                        |
|  | Пацанка вибула, але була врятована правом вето              |
|  | Пацанка покинула Школу Леді за власним бажанням             |
|  | Пацанка покинула Школу Леді                                 |
|  | Пацанка не була в Школі Леді                                |

| Євгенія Мазур        | Пройшла   | Пройшла   | Пройшла | Пройшла   | Вибула  |           | Право вето | Номінація  | Найкраща  | Пройшла    | Найкраща | Пройшла  | Пройшла | Пройшла    | 1 місце    |        |        |        |        |        |        |
| Юлія Чигринець       | Пройшла   | Номінація | Пройшла | Найгірша  | Пройшла | Пройшла   | Номінація  | Номінація  | Найкраща  | Пройшла    | Найгірша | Пройшла  | Пройшла | Право вето | Фіналістка |        |        |        |        |        |        |
| Анастасія Іваненко   |           |           |         |           |         |           |            |            | Пройшла   | Найкраща   | Пройшла  | Пройшла  | Пройшла | Номінація  | Фіналістка |        |        |        |        |        |        |
| Вікторія Альохіна    | Пройшла   | Найгірша  | Пройшла | Найкраща  | Пройшла | Імунітет  | Номінація  | Номінація  | Президент | Пройшла    | Пройшла  | Найкраща | Пройшла | Пройшла    | Фіналістка |        |        |        |        |        |        |
| Катерина Большакова  |           |           |         | Пройшла   | Пройшла | Найкраща  | Пройшла    | Пройшла    | Пройшла   | Пройшла    | Пройшла  | Найгірша | Вибула  | Вибула     | Вибула     | Вибула | Вибула | Вибула | Вибула | Вибула | Вибула |
| Владислава Роговенко | Номінація | Пройшла   | Пройшла | Пройшла   | Пройшла | Пройшла   | Найгірша   | Право вето | Пройшла   | Пройшла    | Пройшла  | Вибула   | Вибула  | Вибула     | Вибула     | Вибула | Вибула | Вибула | Вибула | Вибула | Вибула |
| Вікторія Кошутіна    | Пройшла   | Пройшла   | Пройшла | Пройшла   | Пройшла | Номінація | Найкраща   | Пройшла    | Найгірша  | Право вето | Вибула   | Вибула   | Вибула  | Вибула     | Вибула     | Вибула | Вибула | Вибула | Вибула | Вибула | Вибула |
| Катерина Устинова    | Пройшла   | Найкраща  | Пройшла | Пройшла   | Пройшла | Імунітет  | Пройшла    | Пройшла    | Вибула    | Вибула     | Вибула   | Вибула   | Вибула  | Вибула     | Вибула     | Вибула | Вибула | Вибула | Вибула |        |        |
| Марія Пересьолкіна   | Пройшла   | Пройшла   | Пройшла | Номінація | Пройшла | Імунітет  | Вибула     | Вибула     | Вибула    | Вибула     | Вибула   | Вибула   | Вибула  | Вибула     | Вибула     | Вибула | Вибула |        |        |        |        |
| Аліна Шевченко       | Пройшла   | Номінація | Пройшла | Пройшла   | Пройшла | Вибула    | Вибула     | Вибула     | Вибула    | Вибула     | Вибула   | Вибула   | Вибула  | Вибула     | Вибула     | Вибула | Вибула |        |        |        |        |
| Сабіна Шейко         | Пройшла   | Пройшла   | Пройшла | Вибула    | Вибула  | Вибула    | Вибула     | Вибула     | Вибула    | Вибула     | Вибула   | Вибула   | Вибула  | Вибула     | Вибула     | Вибула | Вибула |        |        |        |        |
| Анастасія Філіпська  | Пройшла   | Вибула    | Вибула  | Вибула    | Вибула  | Вибула    | Вибула     | Вибула     | Вибула    | Вибула     | Вибула   | Вибула   | Вибула  | Вибула     | Вибула     | Вибула |        |        |        |        |        |
| Наталія Гриб         |           | Вибула    | Вибула  | Вибула    | Вибула  | Вибула    | Вибула     | Вибула     | Вибула    | Вибула     | Вибула   | Вибула   | Вибула  | Вибула     | Вибула     | Вибула |        |        |        |        |        |
| Анастасія Покрищук   | Вибула    | Вибула    | Вибула  | Вибула    | Вибула  | Вибула    | Вибула     | Вибула     | Вибула    | Вибула     | Вибула   | Вибула   | Вибула  | Вибула     | Вибула     | Вибула |        |        |        |        |        |
| Анастасія Яресько    | Вибула    | Вибула    | Вибула  | Вибула    | Вибула  | Вибула    | Вибула     | Вибула     | Вибула    | Вибула     | Вибула   | Вибула   | Вибула  | Вибула     | Вибула     | Вибула |        |        |        |        |        |
| Карина Завіша        | Вибула    | Вибула    | Вибула  | Вибула    | Вибула  | Вибула    | Вибула     | Вибула     | Вибула    | Вибула     | Вибула   | Вибула   | Вибула  | Вибула     | Вибула     | Вибула |        |        |        |        |        |
| Юстина Горбуляк      | Вибула    | Вибула    | Вибула  | Вибула    | Вибула  | Вибула    | Вибула     | Вибула     | Вибула    | Вибула     | Вибула   | Вибула   | Вибула  | Вибула     | Вибула     | Вибула |        |        |        |        |        |
| Юлія Яворська        | Вибула    | Вибула    | Вибула  | Вибула    | Вибула  | Вибула    | Вибула     | Вибула     | Вибула    | Вибула     | Вибула   | Вибула   | Вибула  | Вибула     | Вибула     | Вибула |        |        |        |        |        |

#### Право вето
| Використовували      | Тиждень | На користь           | Вибули             |
| -------------------- | ------- | -------------------- | ------------------ |
| Катерина Виноградова | 7       | Євгенії Мазур        | Марія Пересьолкіна |
| Ірина Зайцева        | 8       | Владислави Роговенко | -                  |
| Вікторія Альохіна    | 10      | Вікторії Кошутіної   | -                  |
| Тетяна Мокріді       | 15      | Юлії Чигринець       | -                  |

### Найкраща учениця тижня
| Тиждень | Найкраща учениця              |
| ------- | ----------------------------- |
| 2       | Катерина Устинова             |
| 4       | Владислава Роговенко          |
| 6       | Катерина Большакова           |
| 7       | Вікторія Кошутіна             |
| 9       | Євгенія Мазур, Юлія Чигринець |
| 10      | Анастасія Іваненко            |
| 11      | Євгенія Мазур                 |
| 12      | Катерина Большакова           |
| 15      | Євгенія Мазур                 |

}

### 5 сезон
Прем'єра 5-го сезону відбулася 1 березня 2021.
| Учасниця           | Рідне місто    | Вік |
| ------------------ | -------------- | --- |
| Валерія Ткаченко   | Таврійськ      | 17  |
| Ірина Бакуліна     | Жмеринка       | 18  |
| Олена Пітин        | Суми           | 26  |
| Юлія Кудилінська   | Київ           | 21  |
| Вікторія Топчай    | Київ           | 23  |
| Валерія Паригіна   | Нікополь       | 23  |
| Вікторія Панова    | Київ           | 24  |
| Олександра Панова  | Київ           | 24  |
| Анастасія Саміло   | Запоріжжя      | 19  |
| Наталія Гаврик     | с. Богодухівка | 19  |
| Наталія Жданова    | Харків         | 25  |
| Вікторія Лук'янчук | Глобино        | 19  |
| Ганна Савенкова    | Київ           | 24  |
| Георгіна Данканич  | Мукачево       | 22  |
| Аліна Летко        | Харків         | 19  |

### Випуски
|  | Пацанка перемогла                                           |
|  | Пацанка продовжила навчання у Школі Леді                    |
|  | Пацанка вибула у фіналі                                     |
|  | Пацанки стала президентом Школи Леді                        |
|  | Пацанка втратила титул президента Школи Леді                |
|  | Пацанка стала найкращою ученицею тижня                      |
|  | Пацанка стала найгіршою ученицею тижня                      |
|  | Пацанка потрапила в номінацію на відрахування зі Школи Леді |
|  | Пацанка отримала імунітет                                   |
|  | Пацанка вибула, але була врятована правом вето              |
|  | Пацанка покинула Школу Леді за власним бажанням             |
|  | Пацанка покинула Школу Леді                                 |
|  | Пацанка не була в Школі Леді                                |

| Учасниці           | Випуски          | Випуски          | Випуски          | Випуски          | Випуски          | Випуски          | Випуски          | Випуски          | Випуски          | Випуски           |
| Учасниці           | 1-й вип. (17.02) | 2-й вип. (24.02) | 3-й вип. (02.03) | 4-й вип. (09.03) | 5-й вип. (16.03) | 6-й вип. (23.03) | 7-й вип. (30.03) | 8-й вип. (06.04) | 9-й вип. (13.04) | 10-й вип. (20.04) |
| ------------------ | ---------------- | ---------------- | ---------------- | ---------------- | ---------------- | ---------------- | ---------------- | ---------------- | ---------------- | ----------------- |
| Валерія Ткаченко   | Пройшла          | Номінація        | Пройшла          | Найгірша         | Пройшла          | Пройшла          | Найкраща         | Президент        | Пройшла          | 1 місце           |
| Ірина Бакуліна     | Пройшла          | Номінація        | Найгірша         | Номінація        | Пройшла          | Імунітет         | Пройшла          | Найкраща         | Пройшла          | Фіналістка        |
| Олена Пітин        | Пройшла          | Пройшла          | Пройшла          | Номінація        | Номінація        | Імунітет         | Президент        | Найгірша         | Номінація        | Фіналістка        |
| Юлія Кудилінська   | Пройшла          | Найгірша         | Пройшла          | Номінація        | Найкраща         | Номінація        | Найгірша         | Пройшла          | Номінація        | Фіналістка        |
| Вікторія Топчай    | Пройшла          | Найкраща         | Пройшла          | Номінація        | Пройшла          | Пройшла          | Номінація        | Найгірша         | Номінація        | Вибула            |
| Валерія Паригіна   | Пройшла          | Пройшла          | Імунітет         | Номінація        | Найгірша         | Номінація        | Пройшла          | Вибула           | Вибула           | Вибула            |
| Олександра Панова  |                  | Пройшла          | Пройшла          | Номінація        | Пройшла          | Пройшла          | Вибула           | Вибула           | Вибула           | Вибула            |
| Вікторія Панова    |                  |                  | Пройшла          | Номінація        | Пройшла          | Пройшла          | Вибула           | Вибула           | Вибула           | Вибула            |
| Анастасія Саміло   |                  |                  |                  | Найкраща         | Пройшла          | Вибула           | Вибула           | Вибула           | Вибула           | Вибула            |
| Наталія Гаврик     | Пройшла          | Другий шанс      | Найкраща         | Номінація        | Вибула           | Вибула           | Вибула           | Вибула           | Вибула           | Вибула            |
| Наталія Жданова    |                  |                  | Пройшла          | Вибула           | Вибула           | Вибула           | Вибула           | Вибула           | Вибула           | Вибула            |
| Вікторія Лук'янчук |                  |                  |                  | Вибула           | Вибула           | Вибула           | Вибула           | Вибула           | Вибула           | Вибула            |
| Ганна Савенкова    |                  |                  |                  | Вибула           | Вибула           | Вибула           | Вибула           | Вибула           | Вибула           | Вибула            |
| Георгіна Данканич  | Пройшла          | Пройшла          | Вибула           | Вибула           | Вибула           | Вибула           | Вибула           | Вибула           | Вибула           | Вибула            |
| Аліна Летко        | Пройшла          | Вибула           | Вибула           | Вибула           | Вибула           | Вибула           | Вибула           | Вибула           | Вибула           | Вибула            |

### Найкраща учениця тижня
| Тиждень | Найкраща учениця |
| ------- | ---------------- |
| 2       | Вікторія Топчай  |
| 3       | Наталія Гаврик   |
| 4       | Анастасія Самило |
| 5       | Юлія Кудилінська |
| 7       | Валерія Ткаченко |
| 8       | Ірина Бакуліна   |
| 10      | Ірина Бакуліна   |

### Найгірша учениця тижня
| Тиждень | Найгірша учениця             |
| ------- | ---------------------------- |
| 2       | Юлія Кудилінська             |
| 3       | Ірина Бакуліна               |
| 4       | Валерія Ткаченко             |
| 5       | Валерія Паригіна             |
| 7       | Юлія Кудилінська             |
| 8       | Олена Пітин, Вікторія Топчай |

## Керівництво Школи (Інтернет-проєкт)
| Керівництво Школи | Сезон                 | Сезон                 |
| Керівництво Школи | 1 (2016)              | 2 (2017)              |
| ----------------- | --------------------- | --------------------- |
| Поліна Неня       | Директорка Школи      | Директорка Школи      |
| Іванна Сахно      | Заступниця директорки | Заступниця директорки |
| Юлія Думанська    | Заступниця директорки | Заступниця директорки |

## Сезони (Інтернет-проєкт)
| Сезон   | Період трансляції                   | Переможниця        | Фіналістки                                         | Вибули | Кількість учасниць | Директор Школи       | Заступники директора                                                    | Зйомки             |
| ------- | ----------------------------------- | ------------------ | -------------------------------------------------- | --- | ------------------ | -------------------- | ----------------------------------------------------------------------- | ------------------ |
| 1       | З 9 березня по 27 квітня 2016 року  | Тетяна Білочка     | Ася Єлізарова, Інна Комарова                       | Яна Вербицька, Катерина Єрмакова, Наталія Герло, Олександра Ненович, Лідія Іщенко, Катерина Щеблонович, Юлія Геровна-Кімкова | 10                 | Поліна Неня          | Іванна Сахно, Юлія Думанська                                            | Україна Москва     |
| 2       | З 18 січня по 5 липня 2017 року     | Ірина Шугайло      | Люда Гамень, Олена Жеровна                         | Роксолана Гіммая, Світлана Яморська, Юлія Геровна-Кімкова, Єва Боландєєва, Інесса Буловницька, Анна Суліма, Оксана Шелова, Наталія Герло, Лариса Бомба, Єлизавета Фраленко, Іванна Кульбінова, Катерина Ялемкова, Марія Малеченко                                                         | 16                 | Поліна Неня          | Іванна Сахно, Юлія Думанська                                            | Україна Валлетта   |
| 3       | З 26 вересня по 12 грудня 2018 року | Діяра Раяселова    | Софія Даренко, Єлізавета Доронько                  | Катерина Пригода, Влада Речелова, Дарина Кім, Марія Комаровська, Анна Суліма, Єлизавета Фраленко, Інесса Буловницька, Олена Райтменська, Марія Малеченко | 12                 | Анастасія Каменських | Ірина Діденко, Марія Шпільчак                                           | Україна Рим        |
| 4       | З 6 березня по 19 червня 2019 року  | Пегаланія Гаврилюк | Дарина Волоренко, Марія Малеченко                  | Софія Даренко, Олександра Гойнік, Влада Речелова, Аліна Лукаш, Дарина Кім, Єлизавета Доронько, Анна Суліма, Ірина Зинічко, Тетяна Кулева, Наталія Скоренко, Алла Яворненко, Юлія Геровна-Кімкова, Оксана Фонкравич                                                                        | 16                 | Анастасія Каменських | Іванна Сахно, Марія Шпільчак                                            | Україна Пекін      |
| 5       | З 12 лютого по 24 червня 2020 року  | Олександра Петрова | Анна Вуктовська, Єлизавета Ковалева                | Дарина Волоренко, Софія Даренко, Галина Полудневич, Аліна Лукаш, Вікторія Черповна, Валерія Матвєєва, Анастасія Фагленко, Діана Суботіна, Аліса Дунаєва, Дарина Кім, Олександра Ненович, Ірина Зинічко, Кіра Серновська, Алла Яворненко, Наталія Рамленко, Наталя Скоренко, Тетяна Кулева | 20                 | Анастасія Каменських | Олена Мозгова, Катерина Осадча                                          | Україна Сан-Марино |
| 6       | З 18 лютого по 1 липня 2021 року    | Оксана Мельник     | Діна Роладанова, Діана Романолська                 | Юліана Джемідоцька, Рада Родованова, Дарина Волоренко, Софія Даренко, Вікторія Олванова, Ірина Зинічко, Ольга Рейро, Єва Боландєєва, Ірина Надзелена, Наталія Гайнулліна, Ніна Пігровська, Ельвіра Бласька, Ангеліна Осел, Катерина Лековська, Олена Шабровська                           | 18                 | Лілія Гриневич       | Ольга Богомолець, Злата Огневич                                         | Україна Варшава    |
| 7       | З 8 березня по 14 червня 2023 року  | Ольга Рейро        | Дарина Клименко, Ольга Слюсар, Юля Геровна-Кімкова | Владлена Янголь, Ніна Пігровська, Ельвіра Бласька, Тетяна Білочка, Кіра Ордеговська, Руслана Ковальська, Катерина Шаран, Анастасія Мудровець, Юлія Димова, Антоніна Дзьолнік, Ангеліна Осел                                                                                               | 15                 | Катерина Амонова     | Ольга Фреймут, Наталія Мосейчук, Оксана Хомич                           | Україна Тетово     |
| 8       | З 26 лютого по 4 червня 2024 року   | Боня Щегль         | Ірина Братко, Галина Шелунь, Аліна Петрук          | Єва Сваленко, Дарина Грановська, Софія Ромель, Поліна Евнович, Олеся Лендовська, Олена Траненько, Олена Дробова, Анастасія Прага, Ірма Кравченко, Вікторія Атрегоненко, Тетяна Хробова | 15                 | Марія Єфросиніна     | Ірина Фаріон † (до 4 випуска), Оксана Черниш (з 5 випуска), Тіна Кароль | Україна Астана     |
| 9       | З 25 лютого по 10 червня 2025 року  | Алла Кеман         | Дарина Кім, Валентина Нігер, Тамара Кікенович      | Ніна Пігровська, Лана Прейм, Олена Градовська, Катерина Боронець, Жанна Верген, Богдана Пивориво, Вікторія Атрегоненко, Анастасія Прага, Юлія Зайруч, Ірма Кравченко, Руслана Ковальська, Ангеліна Шварц                                                                                  | 16                 | Наталія Мосейчук     | Ольга Богомолець, Анастасія Каменських, Оксана Хомич                    | Україна Франкфурт  |
| 10 (БС) | З 18 серпня по ТВА 2025 року        | ТВА                | ТВА                                                | ТВА | 25                 | Наталія Мосейчук     | Ольга Богомолець, Марія Шпільчак, Тіна Кароль, Оксана Хомич             | Україна            |
| 11      | З ТВА 2026 року                     | ТВА                | ТВА                                                | ТВА | 12                 | ТВА                  | ТВА                                                                     | ТВА                |

## Номінації
| Рік  | Нагорода            | Категорія                                                                   | Номінант(и)                        | Результат | Виноски |
| ---- | ------------------- | --------------------------------------------------------------------------- | ---------------------------------- | --------- | ------- |
| 2016 | Премія «Телетріумф» | Режисер-постановник/режисерська група телевізійної програми                 | Яна Федосенко                      | Номінація | [ 12 ]  |
| 2016 | Премія «Телетріумф» | Сценарист/сценарна група телевізійної програми                              | Юліанна Райцина, Олена Кричковська | Номінація | [ 12 ]  |
| 2018 | Премія «Телетріумф» | Розважальне форматне шоу                                                    | Телеканал «Новий канал»            | Номінація | [ 13 ]  |
| 2018 | Премія «Телетріумф» | Оператор-постановник музичної програми/концерту/церемонії/форматних програм | Ігор Гома                          | Номінація | [ 13 ]  |